# Ченцово (Московская область)
Ченцо́во — деревня в Можайском районе Московской области, в составе городского поселения Можайск. До 2006 года Ченцово входило в состав Кожуховского сельского округа.
Деревня расположена в центральной части района, на Ченцовском ручье — правом притоке Москва-реки, фактически — северная окраина Можайска, высота центра над уровнем моря 195 м. Ближайший населённый пункт — Ильинская Слобода в 0,7 км на запад, на другом берегу Москва-реки.

## Население
| 2002 | 2006 | 2010 |
| ---- | ---- | ---- |
| 121  | ↘114 | ↗169 |